# Wilhelm Renold
Wilhelm Renold (* 8. Oktober 1844 in Dättwil, Kanton Aargau; † 8. April 1915 ebenda) war ein Schweizer Landwirt und Politiker.

## Leben und Werk
Renold besuchte in Dättwil die Gemeindeschule und in Baden die Bezirksschule. Danach hielt er sich im Welschland auf und erlernte die französische Sprache. 1880 erwarb er in Dättwil den Musterbetrieb «Hochstrasse» und war Mitbegründer der aargauischen Landwirtschaftlichen Winterschule in Brugg sowie Mitglied in deren Aufsichtskommission. Später präsidierte Renold die Gewerbekasse in Baden, die Aargauische Landwirtschaftliche Gesellschaft (ALG) und von 1897 bis 1912 die Gesellschaft Schweizerischer Landwirte (GSL). Renold war zudem langjähriger Feldkommissär, Mitglied der eidgenössischen Expropriationskommission sowie Sachverständiger für die Landankäufe der Nordostbahn, der Seetalbahn und später der SBB.
Renold war Gemeindeschreiber von Dättwil und über dreissig Jahre lang der Gemeindeammann. Als liberal gesinnter Politiker war er ab 1885 Mitglied des aargauischen Verfassungsrates, später langjähriges Mitglied des Grossen Rates, ab 1895 dessen Präsident. Renold bekleidete in der Armee den Rang eines Majors und war im Kanton als «Major Renold» bekannt.
Renold war mit Maria Anna, geborene Blum, verheiratet. Ihre Söhne waren Wilhelm Renold, Ernst Renold und Karl Renold.